# Ty Dolla Sign
Тайро́н Уильям Гри́ффин — мла́дший (англ. Tyrone William Griffin Jr.; род. 13 апреля 1982 года, Южный Лос-Анджелес), известный в профессиональном плане как Ty Dolla Sign (читается тай да́ла сайн; стилизовано под Ty Dolla $ign или Ty$) — американский певец, рэпер и музыкальный продюсер из Лос-Анджелеса, штат Калифорния. Впервые он получил признание благодаря своему выступлению в качестве гостя на сингле рэпера YG 2010 года «Toot It and Boot It», который вошел в Billboard Hot 100 как его первый минорный хит. В 2012 году он подписал контракт с Atlantic Records, а в следующем году — с Taylor Gang Entertainment.
Тайрон получил еще большее признание благодаря своему дебютному коммерческому мини-альбому Beach House EP (2014). Его выпуск был поддержан синглом «Paranoid» 2013 года (с участием B.o.B), который ознаменовал его первую запись — под номером 29 — в Billboard Hot 100 в качестве ведущего исполнителя. Его продолжение, «Or Nah» (с участием Wiz Khalifa и DJ Mustard, ремикс на альбом The Weeknd), вышедшее в 2014 году, было встречено с неизменным успехом и получило шестикратную платиновую сертификацию от Американской ассоциации звукозаписывающей индустрии (RIAA). Его дебютный студийный альбом Free TC (2015) достиг 14-й строчки в Billboard 200 и был поддержан платиновыми синглами «Blasé» (с участием Future и Rae Sremmurd) и «Saved» (с участием E-40). Его второй альбом Beach House 3 (2017) достиг 11-й строчки в Billboard 200, в то время как его третий альбом Featuring Ty Dolla Sign (2020) достиг четвертой строчки. Он выпустил совместные альбомы MihTy (2018) с Jeremih, Cheers to the Best Memories (2021) с Dvsn и Vultures 1 (2024) с Kanye West — последний стал его первым дебютом на вершине Billboard 200.
Помимо своей собственной карьеры, Тайрон известен своими частыми выступлениями в качестве гостя на песнях других исполнителей; к ним относятся синглы «Work from Home» группы Fifth Harmony, «Swalla» Jason Derulo, «Hot Girl Summer» Megan Thee Stallion, «Hit Different» группы Fifth Harmony, вошедшие в топ-40 Billboard Hot 100. SZA, «WusYaName» Tyler, the Creator, и «Psycho» Post Malone — последняя стала его первой песней, достигшей вершины хит-парада и получившей бриллиантовый сертификат RIAA. Кроме того, Тайрону приписывают авторство песен и продюсерскую работу для других исполнителей, в частности, для синглов «Loyal» (2013) Chris Brown, «Post to Be» (2014) Omarion и «FourFiveSeconds» (2015) Rihanna, Канье Уэста и Пола Маккартни, среди прочих. Он получил пять номинаций на премию «Грэмми».

## Юность
Ty Dolla Sign родился 13 апреля 1982 в Южном Лос-Анджелесе, Калифорния. Являлся участником криминальной группировки Rollin 20’s Bloods, в то время как его брат Big TC состоял во враждующей банде School Yard Crips.

## Музыкальная карьера

### 2007 — 2011: Начало карьеры
Тайрон является сыном музыканта Тайрона Гриффина — старшего, который состоял в фанк-группе Lakeside. Ty Dolla Sign сделал первые шаги к музыкальной карьере после того, как научился играть на бас-гитаре, барабанах и MPC. Ty Dolla Sign и его соратник Кори заключают сделку с Buddah Brown Entertainment, которые впоследствии выпускают микстейп Raw & Bangin Mixtape Vol 2. Вдобавок дуэт участвует в гостевых куплетах на студийных альбомах таких исполнителей, как Sa-Ra Creative Partners и Black Milk. Однако спустя некоторое время, дуэт, состоящий из Ty Dolla Sign и Кори, распадается.
Затем Ty Dolla Sign завязывает дружбу с YG — хип-хоп исполнителем из Комптона, Калифорния. Отправной точкой на пути к признанию становится сингл YG «Toot It and Boot It». Впоследствии Ty Dolla Sign вошёл в состав артистов лейбла YG Pu$haz Ink. В 2011 Ty Dolla Sign публикует свой первый трек «All Star». Кроме того, Ty Dolla Sign, совместно с Young Jeezy, выпускает трек «My Cabana», который позже войдёт в список «50 лучших песен 2012» по версии журнала Complex. Ty Dolla Sign является одним из основателей продакшн-команды D.R.U.G.S., в которую, помимо самого артиста, входят его соратники — Chordz 3D и G Casso; последний по прошествии времени погибает. Через некоторое время в команду D.R.U.G.S. входят Nate 3D, Buddah Shampoo, Fuego, DJ Mustard и DJ Dahi.

### 2012 — 2014:Beach House

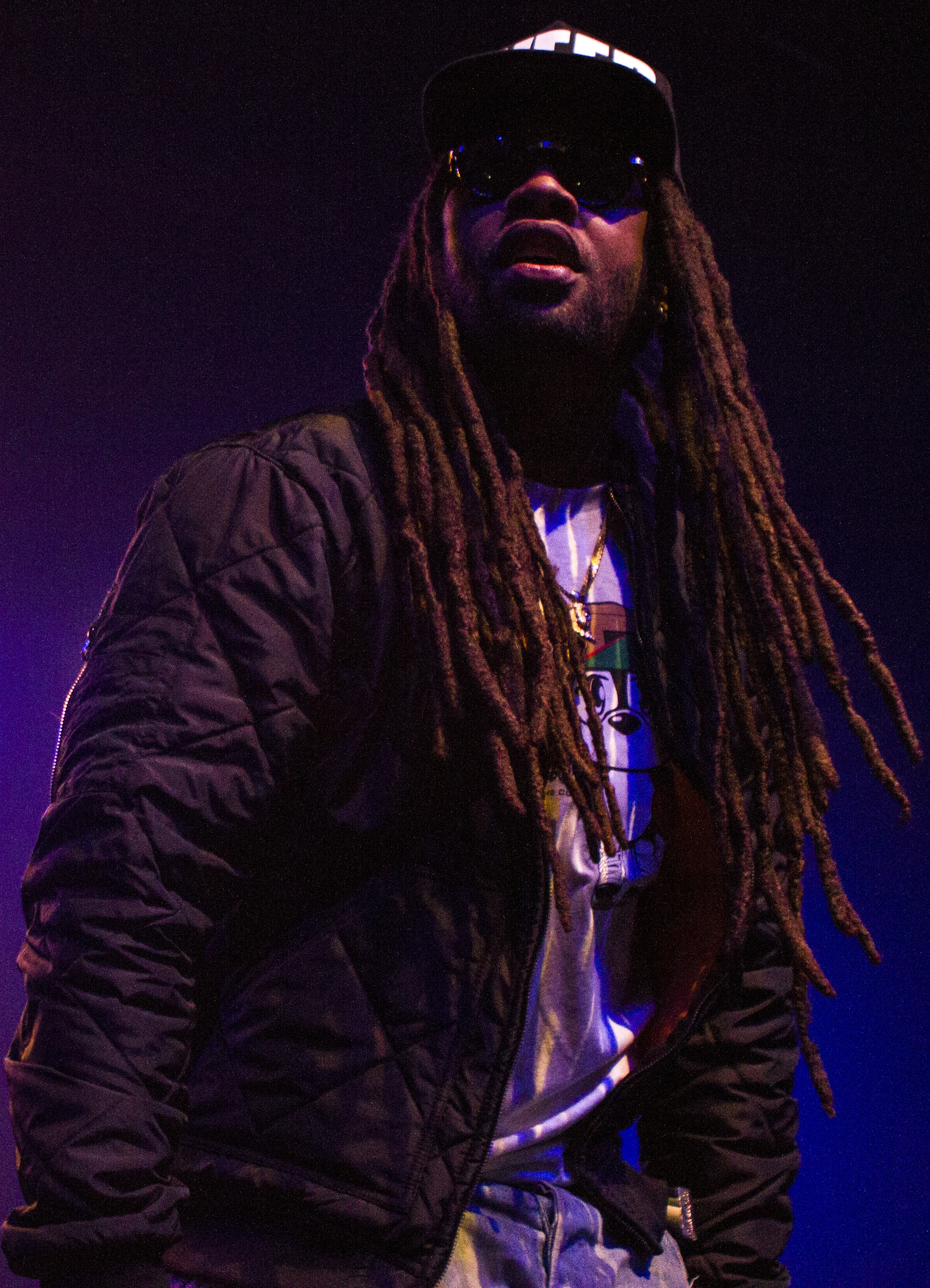
Ty Dolla Sign. Ноябрь 2013.

В 2012 Ty Dolla Sign заключает контракт с Atlantic Records. Осенью того же года выпускает микстейп Beach House. Зимой 2013 Тайрон публикует вторую часть из серии Beach House. В микстейпе Beach House 2 принимают участие такие исполнители как Too $hort, Wiz Khalifa, Juicy J и многие другие. На следующий день после релиза, Ty Dolla Sign подписывает контракт с лейблом Wiz Khalifa Taylor Gang Records. В середине 2013 рэпер отправляется в тур «Under the Influence of Music 2» вместе с Khalifa и A$AP Rocky.
Осенью 2013 Ty$ публикует сингл «Paranoid» с гостевым куплетом от B.o.B. Спустя некоторое время Тайрон объявляет, что сингл войдёт в грядущий EP. 22 октября на кабельной сети Revolt, принадлежащей Шону Комбсу, была представлена премьера клипа на «Paranoid». Впоследствии сингл набирает высокую популярность и занимает 29 строчку в хит-параде Billboard Hot 100 и, в конечном итоге, получает платиновый сертификат от RIAA.
Зимой 2014 Ty Dolla Sign представляет второй сингл с предстоящего мини-альбома под названием «Or Nah». Позже выходит музыкальный видеоклип, который включает вокал от канадского певца The Weeknd и куплет от Уиза Халифы. Позднее «Or Nah», как и «Paranoid», удостаивается платинового статуса.
21 января 2014 Ty$ публикует первый дебютный коммерческий проект Beach House EP. В мини-альбом входят куплеты от Уиза Халифы, Twista, Jay Rock, Трэвиса Скотта, Fredo Santana и многих других. За разработку альбома отвечает Ty Dolla Sign и DJ Mustard.

### 2014 — настоящее время:Free TC,Beach House 3
Зимой 2014 Ty Dolla Sign анонсирует название своего первого студийного альбома — Free TC, который, по словам артиста, выйдет в свет в третьем квартале 2014. В интервью Revolt Тайрон заявляет, что уже завершил восемь треков альбома. Журнал XXL включает Ty Dolla Sign в список самых примечательных хип-хоп-новичков 2014 года. Весной Тайрон анонсирует новый микстейп $ign Language, который вышел осенью того же года.
Во время работы над дебютным альбомом, Ty Dolla Sign появляется на альбоме Chris Brown и Tyga Fan of a Fan: The Album, а также на третьем студийном альбоме Big Sean Dark Sky Paradise. 26 мая Тайрон публикует первый сингл с грядущего альбома под названием «Only Right», который содержит куплеты от TeeCee4800, Joe Moses и YG. Месяц спустя артист публикует второй сингл «Blasé» с гостевыми куплетами от Фьючера и Rae Sremmurd. Позднее сингл достигает «платиновой» отметки. 11 сентября в сеть попадает третий сингл с альбома с Fetty Wap «When I See Ya». Последний, четвёртый «подогревающий» сингл называется «Saved», и включает куплет от E-40. Впоследствии сингл становится «золотым».
Осенью 2013, ровно за месяц до выхода студийного альбома, Ty Dolla Sign выпускает очередной микстейп под названием Airplane Mode. Дебютный студийный альбом артиста увидел свет 13 ноября 2015. Зимой 2016 американская гёрл-группа Fifth Harmony выпускает сингл «Work from Home», содержащий куплет от Ty Dolla Sign. Спустя некоторое время сингл достигает четвёртого номера в хит-параде Billboard Hot 100. 7 ноября 2016, за день до президентских выборов в США, Ty$ совместно с Фьючером выпустили музыкальный видеоклип с политическим подтекстом «Campaign», призывая всех граждан проголосовать на грядущих выборах.

## Творчество

### Музыкальный стиль
Ty Dolla Sign комбинирует пение с речитативом, объединяя элементы хип-хоп музыки с современным ар-н-би. На вопрос, считает ли он себя рэпером, Тайрон ответил: «Зачастую люди пытаются зачислить меня к рэперам, но я в самом деле не ощущаю себя рэпером... Я использую такты или что-то наподобие тактов. Я певец, понимаешь меня?».

### Влияние
По словам Тайрона, наибольшее влияние на его творчество оказал Тупак Шакур. Вдобавок он отметил, что в юности ему нравился хип-хоп коллектив из Детройта Slum Village, а также рэперы Mos Def и Талиб Квели. Кроме того, он отметил продюсерские навыки J Dilla и изрек, что ему по душе творчество Принса, пояснив: «Мне нравится его работа над музыкой, в этом аспекте мы очень схожи. Он поет, он создает, он играет на множестве инструментах. Я не стал бы носить его тип одежды и не сделал бы прическу как у него, однако в творческом подходе мы близки».
23 октября 2020 года, в день выхода третьего альбома «Featuring Ty Dolla Sign», рэпер Snoop Dogg назвал Тайрона современной «реинкарнацией Nate Dogg» —легендарного джи-фанк сингера, умершего в 2011 году из-за проблем со здоровьем. В интервью для радиостанции Power 106 Тайрон сказал следующее: «Я чувствую себя счастливым, для меня большая честь. Nate Dogg нёс огромный факел, и он передал его. Я только что разговаривал со своим другом, и он сказал мне, что разговаривал со Снупом в его день рождения, и Снуп сказал, что я реинкарнация Нейта. Когда я услышал это, я подумал, хорошо, Снуп говорит это? Это означает многое. Как я уже сказал, для меня большая честь нести этот факел. Я просто призываю следующего артиста быть самим собой - быть одним из них». Данное высказывание Snoop Dogg повлекло за собой немало споров среди и недовольства в его сторону среди слушателей, но тем не менее, Ty Dolla $ign действительно, как и Nate Dogg раннее, имеет на данный момент самую большую репутацию среди сингеров в современном Хип-хопе Западного побережья и часто принимает гостевое участие в качестве исполнителя припевов у множества рэперов.

## Дискография

### Студийные альбомы
| Название                | Детали                                                                 |
| ----------------------- | ---------------------------------------------------------------------- |
| Free TC                 | - Дата выхода: 13 ноября 2015 - Лейблы: Atlantic Records, Taylor Gang  |
| Beach House 3           | - Дата выхода: 27 октября 2017 - Лейблы: Atlantic Records, Taylor Gang |
| Featuring Ty Dolla Sign | - Дата выхода: 23 октября 2020 - Лейблы: Atlantic Records, Taylor Gang |

### Мини-альбомы
| Название                                              | Детали                                                                |
| ----------------------------------------------------- | --------------------------------------------------------------------- |
| Beach House EP                                        | - Дата выхода: 21 января 2014 - Лейблы: Atlantic Records, Taylor Gang |
| Talk About It in the Morning (совместно с Уиз Халифа) | - Дата выхода: 31 марта 2014 - Лейблы: Taylor Gang                    |

### Микстейпы
| Название                | Детали                                                                             |
| ----------------------- | ---------------------------------------------------------------------------------- |
| House on the Hill       | - Дата выхода: 2 мая 2011 - Размещен DJ ill Will и DJ Mustard                      |
| Back Up Drive Vol. 1    | - Дата выхода: 27 августа 2011 - Размещен DJ ill Will, DJ Mustard и The LA Leakers |
| Back Up Drive Vol. 2    | - Дата выхода: 2012 - Размещен DJ ill Will, DJ Mustard и The LA Leakers            |
| Whoop! (with Joe Moses) | - Дата выхода: 7 мая 2012 - Производство от DJ Mustard                             |
| Beach House             | - Дата выхода: 1 октября 2012 - Размещен DJ ill Will и DJ Mustard                  |
| Beach House 2           | - Дата выхода: 1 июля 2013 - Размещен DJ Drama                                     |
| $ign Language           | - Дата выхода: 25 августа 2014                                                     |
| Airplane Mode           | - Дата выхода: 13 октября 2015                                                     |
| Campaign                | - Дата выхода: 23 сентября 2016                                                    |